# Proton (software)
Proton es una capa de compatibilidad para que juegos de Microsoft Windows se ejecuten en sistemas operativos basados en Linux. Proton es desarrollado por  Valve en cooperación con desarrolladores de CodeWeavers. Es una colección de software y bibliotecas combinadas con una versión parcheada de Wine para mejorar el rendimiento y la compatibilidad con los juegos de Windows. Proton está diseñado para integrarse en el cliente Steam como "Steam Play". Se distribuye oficialmente a través del cliente, aunque forks de terceros se pueden instalar manualmente.

## Compatibilidad
Al ser un fork de Wine, Proton mantiene una compatibilidad muy similar con las aplicaciones de Windows que su contraparte. Además de la lista oficial, se informa que muchos otros juegos de Windows son compatibles, aunque no oficialmente. Opcionalmente, el usuario puede forzar el uso de Proton para un título específico, incluso si ya existe una versión de Linux.

### ProtonDB
ProtonDB es un sitio web comunitario no oficial que recopila y muestra datos de colaboración colectiva que describen la compatibilidad de un título determinado con Proton, en una escala de calificación de "Borked" a "Platinum". El sitio está inspirado en WineHQ AppDB, que también recopila y muestra informes de compatibilidad colaborativos y utiliza un sistema de calificación similar.
En esta sección del artículo se mostrará una serie de tablas indicando los diferentes niveles de calificación que aplica el sitio web a los juegos:
| Nivel (en inglés) | Traducción al español | Significado                                                                                              |
| ----------------- | --------------------- | --- |
| Borked            | Roto                  | El juego, al ejecutarse con Proton, se vuelve injugable o simplemente no se ejecuta.                     |
| Bronze            | Bronce                | El juego, al ejecutarse con Proton, funciona, pero sufre de problemas que podrían molestar al jugador.   |
| Silver            | Plata                 | El juego, al ejecutarse con Proton, podría sufrir problemas mínimos durante su ejecución.                |
| Gold              | Oro                   | El juego, al ejecutarse con Proton, puede funcionar sin problemas después de ajustar algunos ajustes.    |
| Platinum          | Platino               | El juego, al ejecutarse con Proton, no sufre de problemas.                                               |
| Native            | Nativo                | El juego no necesita ejecutarse con Proton porque se puede ejecutar como una aplicación dentro de Linux. |

Esta es una calificación de como se ejecutan los juegos al usarse Proton. Hay que tener en cuenta que en algunos casos se necesitaría trastear con el software para que los juegos se ejecuten como el jugador desee.

## Historial de versiones
Valve ha lanzado siete versiones principales de Proton. El esquema de control de versiones hace referencia a la versión anterior de Wine en la que se basa, con un número de parche adjunto.
Por lo general, Proton va a la zaga de su base superior de Wine en varios lanzamientos. En diciembre de 2020, Valve lanzó Proton Experimental, una beta perpetua rama de Proton que incorpora nuevas funciones y correcciones de errores más rápido que las versiones regulares, que eventualmente se incluyen en un lanzamiento regular.
Steam Deck usa Proton para aumentar la compatibilidad de títulos de software.